# سیارک ۳۳۴۸
سیارک ۳۳۴۸ (به انگلیسی: 3348 Pokryshkin، نامگذاری:1978EA3) سه هزار و سیصد و چهل و هشتمین سیارک کشف شده‌است که در ۶ مارس ۱۹۷۸ کشف شد.
قدر مطلق سیارک برابر ۱۱٫۹۰ است.